# Fotografie v Austrálii

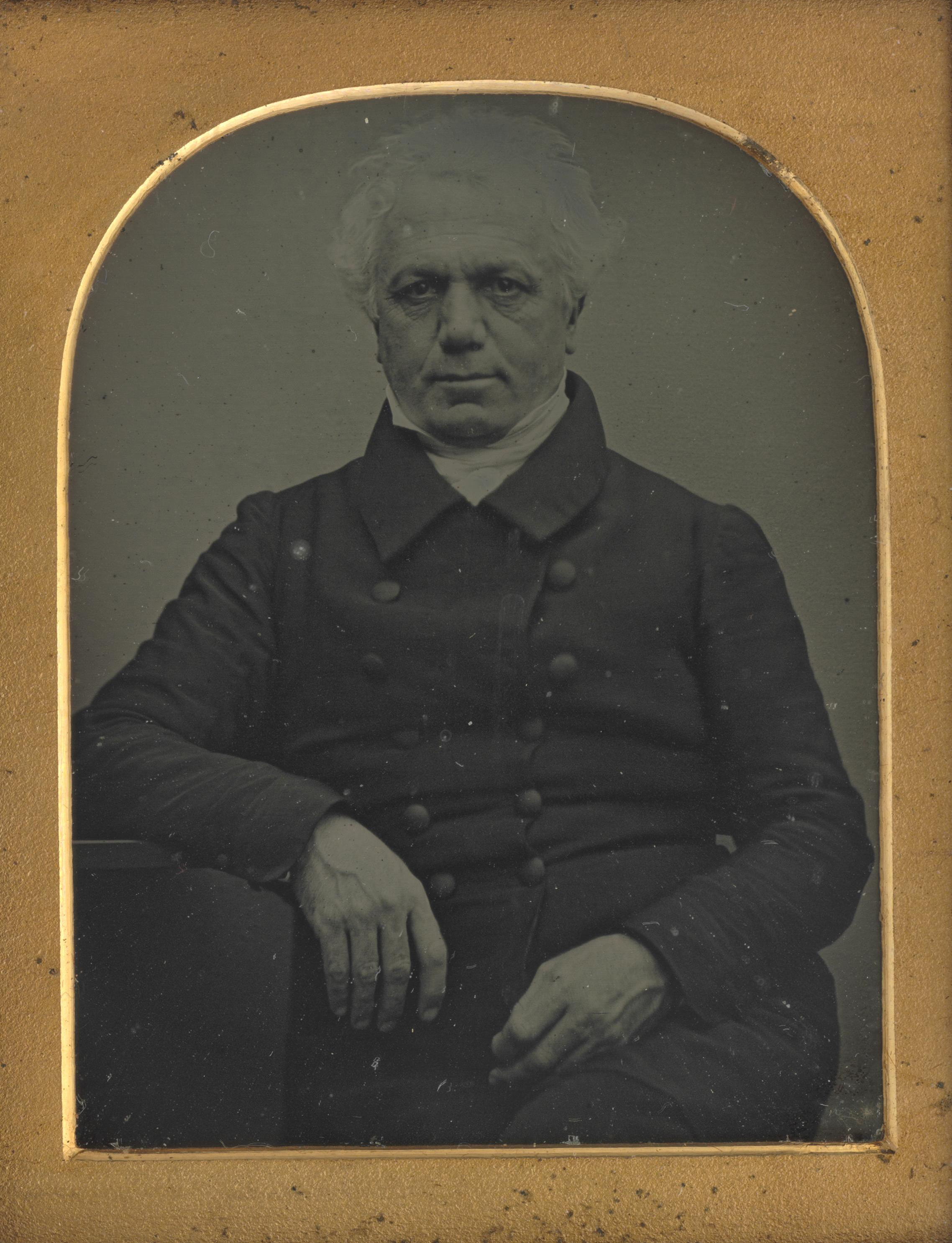
George Baron Goodman: Portrét dr. Williama Blanda, 1845

Fotografie v Austrálii začala ve 40. letech 19. století. Jako v mnoha zemích byl vývoj techniky, řemesla a umění fotografie v Austrálii mimo jiné důsledkem změny technologie, zlepšování ekonomických podmínek a míry uznání fotografie jako svéprávné formy umění. Fotografie se zde vyvíjela za silné spoluúčasti a zájmu od počátků tohoto umění k úspěchům značného počtu Australanů ve světě fotografie do dnešních dní. První fotografie pořízená v Austrálii, daguerrotypie Bridge Street v Sydney, pochází z roku 1841. V polovině 20. století byla fotografická scéna v Austrálii utvářena modernistickými vlivy ze zahraničí. Do australského sčítání lidu v roce 2011 uvedlo fotografii jako svou hlavní práci 9 549 respondentů.

## Fotografie v 19. století

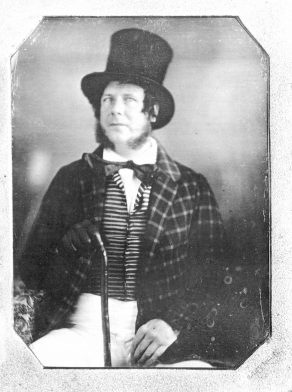
J. W. Newland: Edward Thomas McDonald (1810–1866), daguerrotypie ze Sydney, 1848

První fotografie v Austrálii, daguerrotypie Bridge Street v Sydney, byla pořízena námořním kapitánem Augustinem Lucasem (1804–1854) při jeho návštěvě země v roce 1841. Existence fotografie byla uvedena v poznámce zveřejněné v Australasiánské kronice dne 13. dubna téhož roku. Lucas přišel na palubu lodi Justina, kde působil jako kapitán jeho mladší bratr Francois Lucas. Lucas, pozdější velitel expedice námořní školy, měl v úmyslu prodat svůj fotoaparát a vybavení, které vystavil v kanceláři pánů Jouberta a Murpheye v Macquarie Place.
Komerční fotografie začala 12. prosince 1842, kdy byly na střeše The Royal Hotel v Sydney pořizovány fotografické portréty, každý za cenu jedné guineje za použití daguerrotypického procesu. Dotčeným fotografem byl George Baron Goodman (1815–1891) první profesionální fotograf v Austrálii. Goodman, který přišel v roce 1842, v koloniích za více než čtyři a půl roku pořídil několik tisíc daguerrotypií. Svůj fotografický obchod prodal svému švagrovi, Isaacu Polackovi v roce 1847, a Austrálii opustil v roce 1850.
Za nejstarší známou dochovanou fotografii pořízenou v Austrálii je považován daguerrotypický portrét dr. Williama Blanda od Goodmana. Tento portrét bude pravděpodobně ten, který byl zmíněn v Sydney Morning Herald 14. ledna 1845.
Louisa Elizabeth How byla první australská fotografka, jejíž díla přežila do současnosti. Její dochovaná tvorba se nachází v jednom albu vytvořeném během pouhých dvou let, autorka byla evidentně precizní a nadšená umělkyně, jejíž fotografické znalosti byly odvozeny, jak se historikové domnívají, z některého z několika možných zdrojů; možná od praktikujících v Anglii před migrací, z její četby nebo z místních kontaktů nebo z jakékoli kombinace těchto. S největší pravděpodobností si přečetla několik rozsáhlých a poučných článků o procesech fotografie, které sama použila, ve svém tisku publikovaném v anglickém časopisu Art-Journal ze svazku 12 z roku 1850. 
Thorton Richards Camera House v Ballaratu, který byl otevřen v roce 1872, prohlašuje, že je nejstarším kamenným obchodem s fotoaparáty v Austrálii.
Univerzita RMIT v Melbourne poprvé vyučovala fotografii v roce 1887 jako inaugurační disciplína a dělala tak nepřetržitě, čímž se stala nejstarším probíhajícím fotografickým kurzem na světě.
- John William Lindt (1845–1926) byl jedním z předních australských fotografů 19. století narozený v Německu. Je známý svými aranžovanými a studiovými portréty domorodých lidí.[12] Byl členem Royal Geographical Society.
- John Watt Beattie (1859–1930) byl zvolen členem Královské společnosti Tasmánie. Dne 21. prosince 1896 byl jmenován fotografem tasmánské vlády.
- Henry Walter Barnett (1862–1934) byl australský fotograf a filmový tvůrce. Byl významným portrétním fotografem na konci 19. a počátku 20. století, vlastník úspěšných fotostudií Falk v Sydney. Později ve své kariéře sídlil v Londýně, kde měl portrétní studio v Hyde Park Corner a Knightsbridge. Barnett se v roce 1896 po seznámení s kameramanem Mariusem Sestierem angažoval ve filmu, a Sestier natočil některé z prvních filmů natočených v Austrálii.
- William Gullick (1858–1922) byl vydavatel a cejchovní inspektor v New South Wales. Byl průkopníkem australské fotografie, jako první v Austrálii experimentoval s barevnou fotografií.
- Albert Edwin Roberts (1878–1964) byl australský fotograf a kouč. Renesanční muž, který se zajímal širokým rozsahem předmětů, a pořídil mnoho fotografií každodenního života kolem Ipswiche v Queenslandu na počátku 20. století.[13][14]
- Charles Henry Kerry (1857–1928)
- Milton Kent (1888–1965)

## Fotografie ve 20. století
V polovině 20. století byla fotografická scéna v Austrálii utvářena modernistickými vlivy ze zahraničí. V tomto období došlo k přílivu lidí z Evropy, včetně Wolfganga Sieverse, Helmuta Newtona a Henryho Talbota. Usadili se v Melbourne a přinesli jim moderní estetické a nové dovednosti ze studií na vlivných školách, jako Berlínská Reimannova škola nebo Současná škola užitého umění. Objevila se pulzující a kreativní kultura, kdy mnoho fotografů zakládalo komerční studia kolem prosperujícího uměleckého areálu v Collins Street.
Po válce založili Wolfgang Sievers a Helmut Newton studia v ulici Collins Street a Flinders Lane. Další vlivní fotografové jako Athol Shmith a Norman Ikin zřídili studia nedaleko nich.
- Ebenezer Teichelmann (1859–1938) byl australský lékař, horolezec a fotograf specializující se na fotografii hor.
- John William Twycross (1871–1936) byl piktorialistický fotograf, hlavní část díla vytvořil v letech 1918–1932. Fotograficky dokumentoval venkovské scény, mořské scenérie, pracovní život a architekturu poblíž přístavu Phillip Bay a města Melbourne.
- Alice Manfield (1878–1960) byla horská průvodkyně, amatérská přírodovědkyně, vlastník horské chaty, fotografka[16] a významná feministka Viktoriánské Austrálie. Její průkopnická práce na Mount Buffalu od roku 1890 do 1930[17] vedla k tomu, že se tato oblast stala turistickou atrakcí a pomohla vytvořit park Mount Buffalo National Park.[16]
- Sam Hood (1872–1953) byl australský portrétní fotograf a fotoreportér.
- Frank Hurley (1885–1962) byl australský fotograf a dobrodruh. Podílel se na řadě expedic do Antarktidy a sloužil jako oficiální fotograf australských vojenských sil během obou světových válek. Jeho umělecký styl se zapsal do mnoha nezapomenutelných obrazů, v některých případech scény aranžoval a manipuloval, za což byl kritizován z důvodu, že se zmenšila dokumentární hodnota jeho díla.[18]
- Harold Cazneaux (1878–1953) byl australský piktorialistický fotograf. Byl pionýrem australské fotografie, jehož styl měl nesmazatelný vliv na vývoj historie fotografie v této zemi. Byl zakladatelem piktorialistického spolku Sydney Camera Circle, jehož "manifest" byl vypracován a podepsán 28. listopadu 1916. To znamenalo založení skupiny, která obsahovala šest fotografů: Cecil Bostock, James Stening, W. S. White, Malcolm McKinnon a James Paton, (později spojovaný s Henri Mallardem). Tito muži se zavázali "pracovat a zkvalitňovat piktorialistickou fotografii a reprezentovat Austrálii ve světle slunečním, a nikoli v šedi a ponurých stínech".[19][20][21][22] Skupina následovala kroky a inspirovala se piktorialistickými spolky v zahraničí jako například The Linked Ring, Photo Club de París a Fotosecese, její členové pořádali výstavy a šířili pojetí fotografie jako umění. V roce 1922 byl zvolen jejím prvním prezidentem.[23]
- Alan Villiers (1903–1982) byl spisovatel, dobrodruh, fotograf a námořník.
- Max Dupain (1911–1992) byl proslulý australský modernistický[1] fotograf. Věnoval se snímkům dokumentárním, portrétním a snímkům architektury. Jeho snímek lidí na pláži byl přetištěn na poštovní známce připomínající 150 let fotografie v Austrálii v roce 1991. Jeho manželka byla krátce Olive Cotton.
- Olive Cotton (1911–2003) byla průkopnicí australské modernistické fotografie, aktivně působící v letech 1930 a 40 let v Sydney. Jako fotografka – žena – byla v Austrálii své doby přehlížena a její práce v Dupainově studiu bylo považována spíše za „uměleckou“ než za komerční. Její jméno se zapsalo do historie s retrospektivní a putovní výstavou o 50 let později v roce 1985. Kniha o jejím životě a díle vyšla v roce 1995. Cotton portrétovala svého přítele z dětství Maxe Dupaina např. na snímku Fashion shot, Cronulla Sandhills, circa 1937. Byli spolu krátce oddáni v roce 1937.
- George Caddy (1914–1983) byl australský tanečník a fotograf. Je známý jako významný fotograf společenských aktivit na pláži Bondi ve své době, jeho stovky snímků byly znovuobjeveny v roce 2007, mezi nimi také unikátní dokumentární snímky historického akrobatické plážového klubu.
- Frank Plicka (1926–2010) byl australský fotograf českého původu známý svou knihou Streets of Sydney, která zachycuje mimořádné turné po Sydney, dokumentované černobílými fotografiemi pořízenými za 30 let. Tato kniha zachycuje život v ulicích Sydney, v okolí hospod, barů, galerií a pláží.[24]
- Anne Geddes (* 1956) je australská fotografka, návrhářka a obchodnice žijící nyní na Novém Zélandu. Je známá svými dotvářenými fotografiemi dětí.
- Peter Lik (* 1959) je australský krajinářský fotograf – samouk.[25] Při cestě na Aljašku v roce 1984 začal experimentovat s panoramatickými fotoaparáty.

## Fotografie ve 21. století
Současný fotografický průmysl v Austrálii je vysoce konkurenceschopný. V australském sčítání lidu v roce 2011 uvedlo 9549 respondentů jako hlavní práci fotografa.

## Galerie a muzea výtvarného umění
- Adelaide: Jihoaustralská umělecká galerie
- Auckland: Aucklandská umělecká galerie
- Brisbane: Galerie moderního umění
- Canberra: Australská národní galerie
- Hobart: Muzeum starého a nového umění
- Melbourne: Národní galerie Victoria
- Sydney: Umělecká galerie Nového Jižního Walesu, Australské centrum fotografie
- Wellington: Te Papa

Festivaly
- Ballarat International Foto Biennale